# Hiitulajärvi
Hiitulajärvi är en sjö i Gällivare kommun i Lappland och ingår i Kalixälvens huvudavrinningsområde. Sjön har en area på 0,117 kvadratkilometer och ligger 394,8 meter över havet.

## Delavrinningsområde
Hiitulajärvi ingår i det delavrinningsområde (748870-174306) som SMHI kallar för Ovan 748664-174474. Medelhöjden är 378 meter över havet och ytan är 8,01 kvadratkilometer. Det finns inga avrinningsområden uppströms utan avrinningsområdet är högsta punkten. Ropukkajoki som avvattnar avrinningsområdet har biflödesordning 4, vilket innebär att vattnet flödar genom totalt 4 vattendrag innan det når havet efter 220 kilometer. Avrinningsområdet består mestadels av skog (91 procent). Avrinningsområdet har 0,36 kvadratkilometer vattenytor vilket ger det en sjöprocent på 4,5 procent.